# Chiesa di San Michele Arcangelo (Neviano)
La chiesa di San Michele Arcangelo è la parrocchiale di Neviano, in provincia di Lecce e diocesi di Nardò-Gallipoli; fa parte della forania Santissimo Crocifisso.

## Storia
Verso la metà del XIX secolo la cinquecentesca parrocchiale di Santa Maria di Casili si rivelò insufficiente a soddisfare le esigenze dei fedeli, cosicché venne presa la decisione di edificarne una nuova.
Nel 1858 furono iniziative i lavori di costruzione della chiesa, da realizzare accanto alla precedente su un terreno donato dalla famiglia neretina Dell'Abate; i lavori, interrotti per via della mancanza di fondi e poi ripresi, terminarlo con la consacrazione del luogo di culto, celebrata l'11 aprile 1878 dal vescovo di Nardò Michele Mautone.
Nel 1957 si procedette al rifacimento degli apparati idraulici ed elettrici e alla demolizione dell'organo a canne.
Nel 1970 venne costruito il nuovo organo e due anni dopo si provvide nel 1972 ad eseguire dell'adeguamento liturgico secondo le norme postconciliari mediante l'aggiunta dell'ambone e della mensa eucaristica rivolta verso l'assemblea.

## Descrizione

### Esterno
La facciata della chiesa, rivolta a nordovest e scandita da lesene con capitelli ionici sorreggenti la trabeazione, presenta centralmente il portale d'ingresso architravato; la parte centrale del prospetto, leggermente più avanzata rispetto alle due ali laterali, è coronata dal timpano di forma triangolare, contenente una finestra a lunetta a sua volta sormontato da un registro attico.
Annesso alla parrocchiale è il campaniletto a vela, caratterizzato da due monofore a tutto sesto in cui sono alloggiate le campane.

### Interno
L'interno dell'edificio si compone di un'unica navata, sulla quale si affacciano le cappelle laterali, introdotte da archi a tutto sesto, e le cui pareti sono scandite da paraste terminanti con capitelli con volute sorreggenti la trabeazione modanata e aggettante sopra la quale si impostano la volte di copertura; al termine dell'aula si sviluppa il presbiterio, rialzato di tre gradini e chiuso dall'abside di forma semicircolare.